# Vyhlídka (kniha)
Vyhlídka je osmnáctým románem amerického spisovatele detektivních knih Michaela Connellyho a zároveň třináctou knihou s losangeleským detektivem Hieronymem "Harrym" Boschem v hlavní roli.
Tento román se poprvé objevil jako seriál na pokračování v New York Times magazínu. Byl publikován v šestnácti částech od 17. září 2006 do 21. ledna 2007. Connelly později přepsal a rozšířil některé kapitoly a příběh byl vydán v podobě knihy v květnu 2007. Mnoho kritiků zaznamenalo, že tato seriálová verze knihy s Harrym Boschem postrádá psychologickou hloubku předchozích knih, ale kompenzuje to rychlým dějovým spádem.

## Děj knihy
V knize Vyhlídka se Bosch znovu setkává se svou poslední vážnou přítelkyní, agentkou FBI Rachel Wallingovou. Bosch dostane za úkol zaškolit nového a mnohem mladšího partnera Ignacia "Iggyho" Ferrase a společně jsou pověřeni vyšetřováním vraždy lékařského technika Stanleyho Kenta. Vražda se stala na vyhlídce na Mullholand Drive a vypadala jako poprava. Na místo dorazí speciální jednotka FBI vedená agentkou Wallingovou. Agenti FBI se snaží převzít celé vyšetřování a tvrdí že je v sázce národní bezpečnost, ale Bosch jim odmítne ustoupit. Wallingová se zaměří na krádež radioaktivního cesia, ke které došlo v nemocnici, s níž Kent spolupracoval na onkologickém oddělení. Její neochota sdílet informace Bosche pouze utvrzuje v touze tento případ vyřešit.
Důkazy naznačují, že tato vražda je součástí teroristického plánu, jehož cílem je vyrobit a odpálit tzv. špinavou bombu, což ospravedlňuje snahu FBI odstavit policejní oddělení a Bosche na vedlejší kolej. To však Bosch odmítá, a navzdory FBI dál intenzivně pátrá po vrazích Stanleyho Kenta. To dělá starosti jeho mladému nezkušenému parťákovi, protože má pocit, že Boschovy kroky ohrožují jeho kariéru u policie. Agenti FBI včetně Rachel Wallingové považují Boschův postup za nebezpečný a ohrožující jejich snahu získat zpátky ukradené cezium a dopadnout známé teroristy. Bosch se však spoléhá na své instinkty a zkušenosti a dál pokračuje ve svém vyšetřování. Nakonec se mu podaří vraždu vyřešit a také najít ztracené cesium.

## Hlavní postavy
- Harry Bosch – hlavní detektiv přidělený k tomuto případu. Je hlavní postavou v tomto a dvanácti předchozích románech v sérii.
- Rachel Walling – v několika předchozích knihách udržovala milostný poměr s Harrym Boschem. Zatímco Harry doufá, že by se mohli dát s Rachel znovu dohromady, jejich vztah je značně napjatý kvůli neshodám v otázce vyšetřování jejich společného případu.
- Ignacio "Iggy" Ferras – Boschův mladý parťák. Iggy chce postupovat podle předpisů a vážně ho zneklidňuje Boschovo obcházení pravidel. V jednu chvíli Boschovi sdělí, že už s ním nemůže dál pracovat a požádá si o nového partnera.
- Stanley Kent – oběť vraždy. Z nemocnice v Los Angeles ukradl 32 kusů cesia na nátlak neznámých únosců, kteří drželi jeho manželku jako rukojmí. Pokud by toto cesium bylo použito pro výrobu špinavé bomby, mohly by zemřít desetitisíce lidí na následky ozáření.
- Alicia Kent – nádherná manželka zavražděného. Byla zadržována jako rukojmí dvěma únosci, což donutilo jejího manžela Stanleyho Kenta ukrást z nemocnice cesium.
- Jack Brenner – parťák a nadřízený Rachel Wallingové a také vedoucí vyšetřování ze strany FBI. Jeho hlavním úkolem je vypořádat se s hrozbou, jež představuje ukradené cesium. Boschovo vyšetřování vraždy je pro něj až druhořadé.
- Cliff Maxwell – agent FBI pracující na tomto případu. V průběhu vyšetřování měl s Boschem dva násilné konflikty.